# Euteleuta
Euteleuta is een kevergeslacht uit de familie van de boktorren (Cerambycidae). De wetenschappelijke naam van het geslacht werd voor het eerst geldig gepubliceerd in 1885 door Bates.

## Soorten
Euteleuta omvat de volgende soorten:
- Euteleuta fimbriata Bates, 1885
- Euteleuta laticauda Bates, 1885
- Euteleuta venezuelensis Breuning, 1971